# Taylor McKeown

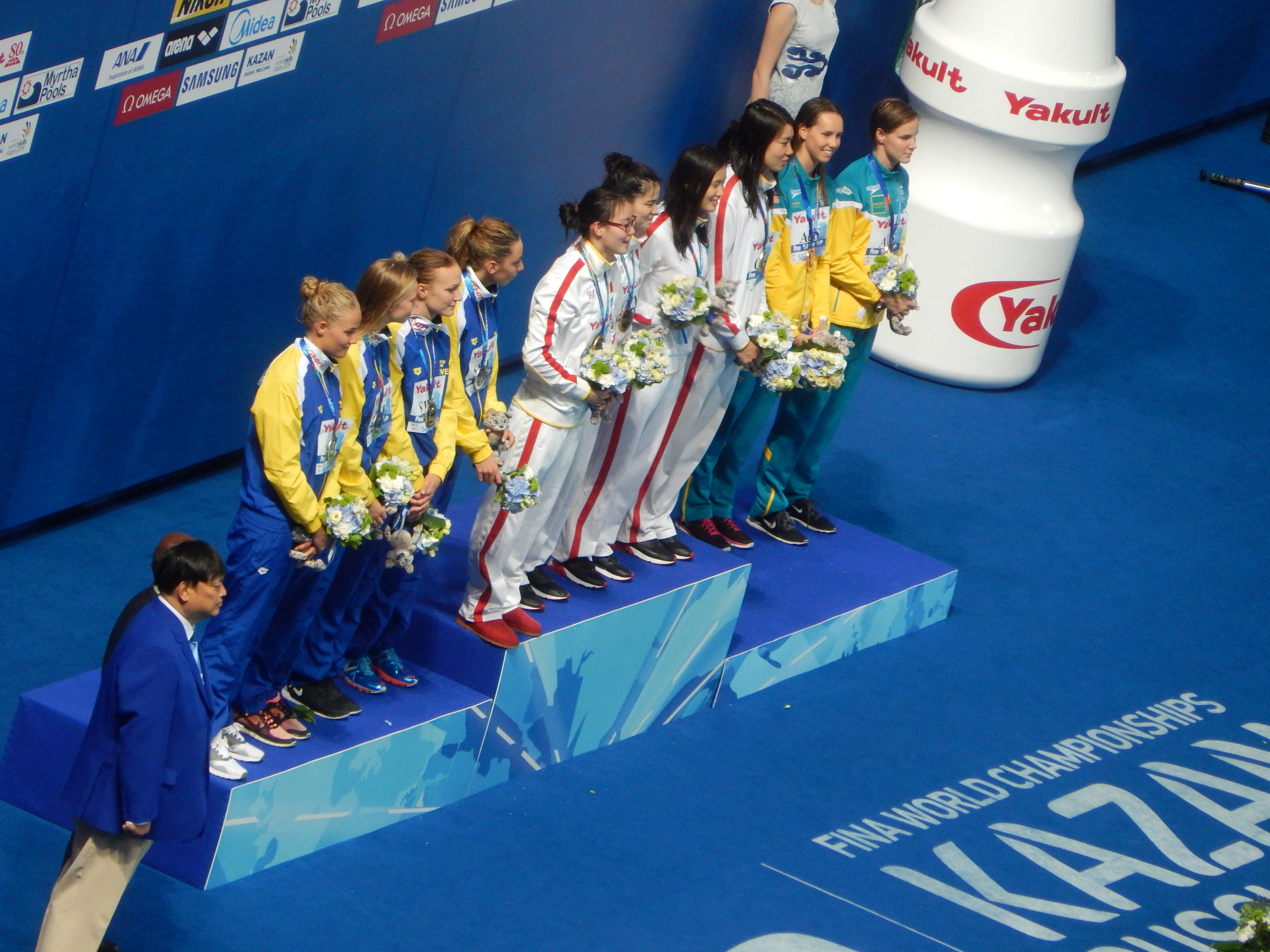
No pódio a seleção australiana de natação no torneio de cazã de 2015.

Taylor McKeown (Redcliffe, 17 de março de 1995) é uma nadadora australiana, medalhista olímpica.

## Carreira

### Rio 2016
McKeown competiu na natação nos Jogos Olímpicos de Verão de 2016 e conquistou a medalha de prata com o revezamento 4x100 metros medley.